# ルディ/涙のウイニング・ラン
『ルディ/涙のウイニング・ラン』（Rudy）は、1993年に製作されたアメリカ映画。実在のフットボール選手ルディ・ルティガーの経験を元に制作されている。公開当時はさほど話題にならなかったものの、時が経つにつれて、「最も素晴らしいアメフト映画」と評されるようになった。監督ら主なスタッフは、やはり実話に基づいたスポーツドラマ『勝利への旅立ち』と同じである。

## あらすじ
ルディ（ショーン・アスティン）は幼い頃から、インディアナ州の名門大学ノートルダム大学のフットボールチーム「ファイティング・アイリッシュ」に憧れていた。地元の高校のフットボールチームではそれなりの成功を修めるものの、選手としては余りにも小柄な体格（身長160cm、体重55kg）であった。そのうえ学業成績の悪さと家庭の経済的事情があり、このため大学進学を断念して父親が勤務する地元の工場で働くことになる。しかし夢を諦めきれないルディは、給与をもらうとほとんどを学費にするため貯金し、恋人から結婚しようと言われても進学したいからと断って別れてしまう。そんなルディを同僚たちは、叶わぬ夢を追い続けていると冷ややかに見ていた。ルディにとって唯一の理解者が、同じ職場に勤務する親友ピートだった。そのピートが工場の事故で亡くなると、その悲しみを乗り越えるため、ルディは自分の夢を叶えるべく父親の反対を押し切り、サウスベンドへ向かった。ノートルダム大学を訪ねると、そこで出会った教員のカヴァナー神父により、ノートルダム大学に付随するホーリークロス短期大学への入学を認められた。そこで良い成績をとればノートルダム大学に転入できる。しかし、もともと要領が悪く学業の振るわなかったルディにとって、転入が認められる成績をとるのは容易ではなかった。それでも努力の甲斐あって、ホーリークロス大学での最終学年に、ぎりぎりでノートルダム大学への転入が認められた。大喜びでルディはフットボールチームでのトライアウトを受ける。猛烈なガッツが買われなんとか合格するが、常に優勝を狙うチームにあって、小柄なルディに出番はまったくない。レギュラーチームの練習相手を務めるだけの日々であったが、チームのためと熱心に役目をこなすルディはやがて選手たちに仲間として認められる。しかし、ベンチ入り60人のメンバーには一度も選ばれることなく、ついに大学最後となる試合を迎える。最終戦のベンチ入りメンバー発表で、ここにもルディの名前はなかった。ところが、この最終戦を前にレギュラー陣が監督室を訪れ、「自分の代わりにルディを出してほしい」と直訴が行われた。そのおかげもあって出場ユニフォームを与えられベンチ入り選手の一人となる。ノートルダムの勝利が確実な状況となり、出番のなかった四年生が次々とフィールドに送り込まれるが、それでもルディにだけは声がかからない。残り時間が1分を切り、コーチからオフェンスチームに対して、定石通りに時間稼ぎのプレーをして試合を終わらせるように指示が出る。しかし、そのまま試合が終わってしまうとディフェンスの選手であるルディの出番はなくなってしまうため、オフェンスの選手たちはセオリーに反して、あえてノートルダムの攻撃をすぐに終わらせてディフェンスチームの出番を作るべく、一発でタッチタウンを奪うリスクの高いプレーを選択する。このプレーは見事に成功し、わずかな時間を残して相手チームに攻撃権が移った。ノートルダムのディフェンスチームの一員として、ついにルディはフィールド出場を果たし、公式戦の試合記録にその名を残す資格を得た。そして試合終了間際に、ディフェンスライン最高の手柄とされる、相手QBを潰すQBサックを決め、チームはそのまま勝利。大歓声の中、仲間たちに担ぎ上げられてフィールドを去るのだった。

## キャスト
※括弧内は日本語吹替
- ルディ・ルティガー - ショーン・アスティン（関俊彦）
- D・ボブ - ジョン・ファヴロー（茶風林）
- ダニエル・ルティガー - ネッド・ビーティ（藤本譲）
- ジェイミー・オハラ - ヴィンス・ヴォーン（宮本充）
- シェリー - リリ・テイラー（渡辺美佐）
- フォーチュン - チャールズ・S・ダットン（銀河万丈）
- アラ・パーシジアン - ジェイソン・ミラー（小島敏彦）
- カヴァナー神父 - ロバート・プロスキー（大木民夫）
- ピート - クリストファー・リード（平田広明）
- メアリー - グレタ・リンド（井上喜久子）
- ウォーレン - ジョン・ビーズリー（辻親八）
- ダン・デヴァイン - チェルシー・ロス（有本欽隆）